# Сара Кингдом
Сара Кингдом (англ. Sara Kingdom) — персонаж британского научно-фантастического сериала «Доктор Кто», сыгранный Джин Марш. В 4000-м году она офицер службы безопасности при Мавике Чене, но, узнав об измене Чена, объединяется с Доктором и Стивеном, чтобы разрушить планы предателя. Сара часто классифицируется как полноценный спутник Повелителя времени, несмотря на то, что в списке спутников Доктора, опубликованном на официальном сайте «Доктора Кто», её имя не значится. В то же время Episode Guide позиционирует её именно как спутницу.
Сара Кингдом впервые появляется в четвёртом эпизоде серии 1965 года «Генеральный план далеков» и погибает в конце серии. Из восьми эпизодов с её участием в архивах BBC сохранилось только два. После гибели Катарины она частично принимает на себя роль спутника Доктора.

## Биография

### В телесериале
В серии «Генеральный план далеков» Сара Кингдом является агентом космической безопасности (АКБ) из 4000 года и сестра Брета Вайона, другого агента АКБ, который помогает Доктору предотвратить заговор далеков. Когда ей сказали, что Вайон предал Мавика Чена, Хранителя Солнечной системы (на которого и Брет, и Сара работали и который на самом деле был в союзе с далеками), она без тени сомнения выследила брата и убила его. Она собиралась сделать то же самое с Доктором и Стивеном, но тут ТАРДИС переносит всех троих на планету Мира. Там, к своему отчаянию и сожалению, Сара узнаёт, что её обманули, а она лишь слепо следовала приказам предателя. В результате она переходит на сторону команды ТАРДИС и вместе они путешествуют сквозь пространство и время до тех пор, пока снова не вернулись на планету Кембел (основное место действия «Генерального плана далеков»).
На планете Доктор активирует Деструктор времени — устройство ускоряющее время и заставляющее все объекты в определённом радиусе стареть и рассыпаться — но перед этим отсылает всех своих спутников обратно в ТАРДИС, где они будут под надёжной защитой. Тем не менее Сара, не подозревающая о планах Повелителя времени, идёт за ним следом, в результате чего оба попадают под излучение устройства. В отличие от Доктора, который состарился лишь незначительно (из-за своей природы Повелителя времени), Сара быстро превратилась в очень старую себя (в исполнении Мэй Уорден), а затем рассыпалась в прах. После отключения Деструктора все, кто состарился, вернулись в прежнее состояние, но для Сары уже было слишком поздно.
В сериале Сара первоначально строга — она беспрекословно следует приказам, ни минуты не сомневаясь в них, что приводит к тому, что она может казаться немного агрессивной, безжалостной и бесчувственной. Встреча с командой ТАРДИС меняет её, она становится более открытой, а навыки и уровень знаний Сары достаточен, чтобы нанести поражение далекам.

### Последующее воскрешение
Джин Марш вернулась к роли Сары Кингдом на период записи аудио-драм Big Finish Productions из цикла «Хроники спутников» (англ. Companion Chronicles). В них показаны в том числе события, происходившие в период между присоединением Сары к команде ТАРДИС и возвращением на Кембел. Например, в «Хранителе Солнечной системы» (англ. The Guardian of the Solar System) присутствует момент, где Доктор и его спутники (в том числе и Сара) случайно встречают Мавика Чена за год до событий «Генерального плана далеков». По мнению Сары именно эта встреча невольно толкнула Чена на союз с далеками.
В первом рассказе цикла — «Правила дома» (англ. Home Truths) Доктор, Стивен и Сара попадают в город Или в будущем, настолько далёком, что все технологии им кажутся магией. Там они находят дом, который использует эти технологии, чтобы исполнять желания людей, но, так как у него нет понятия о морали, все владельцы, как правило, погибают. Чтобы предотвратить последующие смерти Сара внедряет в систему дома копию своей личности, в результате чего он обрёл её голос и воспоминания. Даже после того, как вся цивилизация была уничтожена неизвестной аномалией, личность Сары продолжала принимать в доме одичавших людей и выполнять их желания.
Впоследствии Сара встречает Роберта и некоторое время рассказывает ему различные истории и выполняет его пожелания. В результате одного из желаний они меняются местами — Роберт становится личностью дома, пожертвовав своим телом, а Сара неожиданно рождается заново, в новом, несколько отличном от оригинального, теле. Новая Сара имеет тысячи лет воспоминаний и не подозревает о судьбе своего прототипа. Роберт выполняет её желание — появляется ТАРДИС с Доктором внутри (предполагается, что это уже не Первый Доктор, а какое-то другое воплощение), после чего Сара улетает с ним.

### В книгах
Первым печатным изданием, которое связано с телесериалом и в котором появилась Сара Кингдом, стал The Dalek Outer Space Book, ежегодник, датированный 1966 годом и содержащий рассказы и стрипы, получившие лицензию BBC между 1963 и 1965 годами. По сюжету её отправляют на миссию по предотвращению вторжения далеков на Барзиллу, где, по слухам, имеется крупное месторождение золота. Тем не менее захватчики побеждены неизвестной силой.
Состоящая из двух частей новелизация «Генерального плана далеков» (автор — Джон Пил) раскрывает, что до того, как Доктор, Стивен и Сара вернулись на Кембел прошло около полугода, в течение которых у команды ТАРДИС были и другие приключения. По заявлению самого Пила, было в порядке вещей для писателей писать о событиях, в которых могла бы участвовать Сара. Помимо новелизации, Кингдом также появляется в рассказе Эдди Робсона «Маленький барабанщик» (англ. The Little Drummer Boy), а также в аудиопостановках Саймона Герье.
В аудиоверсии невышедшего пилотного эпизода спин-оффа «Разрушители» (англ. The Destroyers) рассказывается о событиях, произошедших до встречи Сары с Доктором.
Также в романе Пола Корнелла Timewyrm: Revelation появляются различные похожие на призраков образы, принимающие облик людей из жизни Доктора — среди них есть Адрик, Катарина и Сара Кингдом. Эти образы возникают в сознании Седьмого Доктора, что говорит о том, что Повелитель времени до сих пор винит себя в гибели некоторых своих спутников.
В стрипе «Планета мёртвых» (англ. Planet of the Dead), опубликованном в № 141—142 журнала Doctor Who Magazine, представители расы Ганазалум, способные менять облик, придают себ внешнее сходство со спутниками Доктора, в том числе и Сарой Кингдом.

## Создание персонажа
Основной причиной, по которой был создан персонаж Сары Кингдом, считается то, что Катарину с самого начала не планировали делать постоянным персонажем. Именно поэтому у Сары обнаруживаются все основные черты типичного спутника Доктора. Тем не менее, официальный сайт "Доктора «то» отрицает любые сведения о том, что персонаж мог появиться в каких-либо других сериях, кроме как в «Генеральном плане далеков». Джин Марш в 2003 году, в своём интервью для Loose Cannon, заявила, что она «определённо» больше не появится в сериале в качестве Сары, даже если ей предложат вернуться к роли.
В «Производственном дневнике», составленном Дэвидом Дж. Хоу, Марком Стэммерсом и Стивеном Джеймсом Уокером на основе воспоминаний и различной корреспонденции, сообщается, что продюсер Джон Вайлс и редактор сценариев Дональд Тош создали Сару Кингдом как «временного спутника…, [который должен] погибнуть в конце „Генерального плана далеков“». В титрах эпизодов «Предатели» и «Корон Солнца» она была названа «Сарой Кингдом», но в последующих эпизодах её имя сокращено до «Сара», в то же время Стивен Тейлор в титрах также назван просто «Стивеном».
Джин Марш ранее появилась в серии «Крестовый поход», где она сыграла Джоанну, сестру короля Ричарда. Впоследствии она также появилась в серии 1989 года «Поле битвы», уже как Моргана. По стечению обстоятельств, она вошла в актёрский состав первой и последней серий с участием Николаса Кортни — в «Генеральном плане далеков» актёр появился в качестве брата Сары, агента Брета Вайона, а в «Поле битвы» в последний раз замечен другой персонаж Кортни, бригадир Летбридж-Стюарт.

### Дальнейшее использование персонажа
Согласно The Official Dr. Who & the Daleks Book персонаж Сары Кингдом создавался с целью использования его в предложенном американскими продюсерами спин-оффе «Доктора Кто» — сериале «Разрушители» (англ. The Destroyers). Терри Нейшн написал сценарий к 30-минутному пилотному эпизоду, но «Разрушители» так и не были запущены в производство. Впоследствии по сценарию вышла одноимённая аудио-драма.

## Появления в «Докторе Кто»

### Телевидение
3 сезон
- Генеральный план далеков

### Печатные издания

#### Рассказы
| Название / Оригинал                                          | Автор         | Цикл                    |
| ------------------------------------------------------------ | ------------- | ----------------------- |
| Маленький барабанщик / The Little Drummer Boy                | Эдди Робсон   | Short Trips: Companions |
| Последняя песня, которую спою / The Last Song I’ll Ever Sing | Саймон Экстон | Missing Pieces          |

#### Комиксы
| Название / Оригинал                          | Автор                        | Опубликован                 | Комментарий                                               |
| -------------------------------------------- | ---------------------------- | --------------------------- | --------------------------------------------------------- |
| Планета мёртвых / Planet of the Dead         | Ли Салливан Джон Фримен      | Doctor Who Magazine 141—142 | технически в сюжете фигурирует самозванец, а не сама Сара |
| Единственный хороший далек / Only Good Dalek | Джастин Ричардс Майк Коллинз |                             | упомянута                                                 |

### Аудиопостановки
- Правила дома / Home Truths
- Водный мир / The Drowned World
- Хранитель Солнечной системы / The Guardian of the Solar System
- Разрушители / The Destroyers (без участия Доктора)
- Пять спутников / The Five Companions (при участии Пятого Доктора)
- Анахронавты / The Anachronauts